# Museum für Völkerkunde Hamburg
Het Museum für Völkerkunde Hamburg is een etnografisch museum in de Duitse stad Hamburg. Het museum werd opgericht in 1879 en is uitgegroeid tot een van de grotere Europese volkenkundige musea. Het ligt in het stadsdeel Rotherbaum (district Eimsbüttel), direct ten noordoosten van de campus van de Universiteit Hamburg.
Het museum ziet zichzelf als een symbool van kosmopolitisme in Hamburg en werkt met het motto "Een dak voor alle culturen". Doorheen de tentoonstellingen benadrukt men in het museum diversiteit, en levert men materiaal voor vergelijkende culturele onderzoeken.